# Scopula isolata
Scopula isolata är en fjärilsart som beskrevs av Louis Beethoven Prout 1920. Scopula isolata ingår i släktet Scopula och familjen mätare. Inga underarter finns listade.